# Administración de Servicios Atmosféricos, Geofísicos y Astronómicos de Filipinas

El Área de Responsabilidad de Filipinas (PAR) para avisos de ciclones tropicales.

La Administración de Servicios Atmosféricos, Geofísicos y Astronómicos de Filipinas o del inglés Philippine Atmospheric, Geophysical and Astronomical Services Administration (filipino: Pangasiwaan ng Pilipinas sa Serbisyong Atmosperiko, Heopisiko, at Astronomiko, abreviada como PAGASA, que significa "esperanza" en filipino) es la institución nacional de Filipinas dedicada a proveer alimentos y avisos de tifones, pronósticos meteorológicos, astronómicos y atmosféricos y preparación, y otra información especializada con servicios principalmente para la protección de la vida y propiedad en apoyo del desarrollo económico, productivo y sustentable. La agencia gubernamental fue establecida el 8 de noviembre de 1972 en virtud del decreto presidencial n.º 78. El decreto presidencial reorganizó la Junta Meteorológica en PAGASA.
PAGASA monitorea la actividad de los ciclones tropicales y emite avisos en su área de responsabilidad.
Los avisos de ciclones tropicales son hechos por PAGASA cada seis horas para cada ciclón tropical, en dado caso que toquen tierra en Filipinas, o cada doce horas en caso de que no toque tierra firme. El 27 de agosto de 2007, Pagasa anunció que iba a poner un sistema de aviso de tornados, días después de que un poderoso y destructivo tornado dañara casas en Central Luzon. El 23 de agosto de 2007, un segundo tornado destruyó 30 viviendas y 4 villas en San Miguel (Bulacán), y la primera destruyó 27 casas en San Rafael de Bulacán el 8 de agosto.

## El Observatorio Meteorológico de Manila
Los servicios meteorológicos y astronómicos formales en Filipinas comenzaron en 1865 con el establecimiento del Observatorio Meteorológico de Manila en la calle Padre Faura, Manila, cuando Francisco Colina, un joven escolástico jesuita y profesor del Ateneo Municipal de Manila, comenzó una observación y registro sistemático del tiempo dos o tres veces al día. Jaime Nonell, otro escolástico jesuita, escribió un breve tratado sobre estas observaciones, que fue impreso por el Diario de Manila. El tratado atrajo la atención de los empresarios de Manila y se solicitó al director de los jesuitas, el P. Juan Vidal, SJ, la realización de observaciones periódicas con el fin de advertir al público de los tifones que se avecinaban. Los empresarios financiaron la adquisición de un instrumento llamado Meteorógrafo Universal (un invento de otro jesuita, el P. Angelo Seechi, SJ, del Observatorio del Vaticano en Roma) que ayudaría mucho en las observaciones diurnas y nocturnas del tiempo.